# Thomas N. Bisson
Thomas N. Bisson (Nueva York, 1931-28 de junio de 2025) fue un historiador y medievalista estadounidense.

## Biografía
Nació en 1931 en Nueva York. Es autor de títulos como Assemblies and Representation in Languedoc in the Thirteenth Century (Princeton University Press, 1964), Conservation of Coinage: Monetary Exploitation and Its Restraint in France, Catalonia, and Aragon, c. 1000–1225 A.D. (Clarendon Press, 1979), The Medieval Crown of Aragon: A Short History (Oxford University Press, 1986), Medieval France and her Pyrenean Neighbours. Studies in early institutional history (Hambledon Press, 1989), Tormented Voices: Power, Crisis and Humanity in Rural Catalonia, 1140–1200 (Harvard University Press, 1998) y The Crisis of the Twelfth Century: Power, Lordship, and the Origins of European Government (Princeton University Press, 2008), entre otros.
También ha editado Fiscal Accounts of Catalonia under the Early Count-Kings, 1151–1213 (University of California Press, 1984).